# 中間子原子
中間子原子（ちゅうかんしげんし）は、異種原子の一種。原子に含まれる電子の代わりに、負の電荷を帯びた中間子が存在している粒子であり、原子核の構造の研究に適している。2018年4月13日、理化学研究所は電子をπ中間子に置き換えた中間子原子を、それまでの数十倍の効率で作成したと発表した。